# Tainia crassa
Tainia crassa är en orkidéart som först beskrevs av H.Turner, och fick sitt nu gällande namn av Jeffrey James Wood och Anthony L. Lamb. Tainia crassa ingår i släktet Tainia och familjen orkidéer. Inga underarter finns listade i Catalogue of Life. Artens utbredning är Malaysia och Thailand.